# Grumman Kitten
O Grumman Kitten foi um avião monomotor e monoplano desenvolvido pela Grumman. Foram construídas duas versões; o G-63 Kitten I, com um trem de pouso de cauda retrátil e o G-72 Kitten II, com um trem de pouso do nariz retrátil.

## Desenvolvimento
Em 1943, como parte do plano do pós-guerra para a empresa, a Grumman começou a cogitar sua entrada no mercado de aeronaves leves. O primeiro projeto foi o G-63 Kitten I que foi uma aeronave com fuselagem de metal, de dois ou três lugares, monoplano, com um trem de pouso de cauda retrátil e equipado com um motor a pistão Lycoming O-290-A, boxer de 4 cilindros. A aeronave voou pela primeira vez em 18 de Março de 1944. Embora os testes continuassem, a aeronave não entrou em produção devido ao esforço de guerra contínuo. A asa original foi substituída por um plano principal canalizado para melhorar a ração de elevação/arrasto.
Em 04 de fevereiro de 1946 voou pela primeira vez o G-72 Kitten II, uma versão com trem de pouso do nariz retrátil e controles duplos. O Kitten II possuía melhorias nas asas e a uma cauda em H, embora logo após o voo sua configuração foi revertida a um único estabilizador.
Em 1947, o G-72 foi modificado para o teste de asa canalizado, recebendo a designação de G-81, que foi equipado com abas de fenda para induzir voo lento. Voou pela primeira vez em 11 de fevereiro de 1947, mas logo após isso o projeto foi abandonado.

## Variantes
- G-63 Kitten I: Protótipo com trem de pouso de reboque retrátil, um exemplar construído.
- G-72 Kitten II: Protótipo com trem de pouso do nariz retrátil e controles duplos, um exemplar construído.
- G-81: G-72 modificado para testes com asas canalizadas.

## Especificações (G-63 Kitten I)
Dados de Grumman G-63/72 Kitten.

### Características gerais
- Tripulação: 1 (piloto)
- Capacidade: 2/3 passageiros
- Comprimento: 6,06 m
- Envergadura: 9,75 m
- Altura: 1,76 m
- Área de asa: 12,08 m²
- Peso vazio: 519 kg
- Peso carregado: 862 kg
- Motorização: 1 × motor a pistão Lycoming O-290-A, boxer de 4 cilindros

### Atuação
- Velocidade máxima: 238 km/h